# ランベルト・ガルデルリ
ランベルト・ガルデルリ（Lamberto Gardelli, 1915年11月8日 – 1998年7月17日）は、イタリアの指揮者。

## 略歴
ヴェネツィアに生まれ、マルケ州ペーザロのロッシーニ音楽学校、ローマのサンタ・チェチーリア国立アカデミアに学ぶ。ローマ歌劇場でトゥリオ・セラフィンの助手をつとめ、1944年に「椿姫」を指揮しデビュー。1946年から1955年までスウェーデン王立歌劇場、1955年から1961年までDR放送交響楽団（デンマーク国立交響楽団）、1961年から1966年までハンガリー国立歌劇場、1982年から1985年までミュンヘン放送管弦楽団、1986年から1988年まで再びDR放送交響楽団の首席指揮者をつとめる。イタリア・オペラ、特にヴェルディの専門家として知られ、あまり演奏されない「アルツィーラ」「アッティラ」等の初期のオペラを録音している。またロッシーニが作曲したフランス語による「ギヨーム・テル（Guillaume Tell）」（ウィリアム・テル）の完全版を初めて録音したり、1969年にはジョルダーノの「フェドーラ」を、非常に音源の少ないマグダ・オリヴェロ、マリオ・デル＝モナコの競演で録音するなど独自の活動を行った。ルチア・アリベルティ、シルビア・シャシュ等のソプラノ歌手の指導者でもあった。